# La Grange (Teksas)
La Grange je grad u američkoj saveznoj državi Teksas. Prema popisu stanovništva iz 2010. u njemu je živjelo 4.641 stanovnika.